# Cochlostoma gracile
Cochlostoma gracile е вид охлюв от семейство Diplommatinidae. Видът не е застрашен от изчезване.

## Разпространение
Разпространен е в Австрия, Албания, Босна и Херцеговина, Гърция, Италия, Словения, Хърватия и Черна гора.

## Описание
Популацията на вида е стабилна.